# ناحیه پاردوبیتسه
ناحیهٔ پاردوبیتسه (به چکی: Pardubice District) یک ناحیه در جمهوری چک است که در منطقه پاردوبیتسه واقع شده‌است. ناحیهٔ پاردوبیتسه ۸۸۰٫۰۹ کیلومتر مربع مساحت و ۱۶۰٬۶۰۳ نفر جمعیت دارد.